# Borgustanskaja
Borgustanskaja (ros. Боргустанская) – stanica w Rosji, w Kraju Stawropolskim, w rejonie priedgornym. W 2021 liczyła 4028 mieszkańców.

## Urodzeni
- Daniił Wietrienko - ukraiński wojskowy.